# سید حسین (بیجار)
سیدحسین (بیجار)، روستایی از توابع بخش مرکزی شهرستان بیجار در استان کردستان ایران است.

## جمعیت
این روستا در دهستان سیلتان قرار دارد و براساس سرشماری مرکز آمار ایران در سال ۱۳۸۵، جمعیت آن ۱۶۷ نفر (۴۶خانوار) بوده‌است.